# حوش عیسی
حوش عیسی نام شهر و شهرستانی در استان بحیره مصر است. 